# Крайние точки России
Крайние точки России включают в себя географические места, западнее, севернее, восточнее или южнее которых не существует точек на территории страны. Также приведены пункты, имеющие максимальную и минимальную высоту над уровнем моря.
Восточные и северные крайние географические точки территории Российской Федерации совпадают с соответствующими точками Евразии (как на материке, так и на островах).
Крайние точки бывшего СССР были те же, что и у Российской Федерации, за исключением самой южной точки — вблизи города Кушка (35°16′33″ с. ш. 62°20′30″ в. д.; ныне Серхетабад, Туркменистан). Самой высокой точкой Советского Союза была горная вершина пик Коммунизма (7495 м; 38°55′ с. ш. 72°01′ в. д.; ныне пик Исмоила Сомони, Таджикистан).
В 1812—1841 годах крайняя восточная точка Российской империи находилась в Северной Америке, на территории русского поселения Форт-Росс (38°30′51″ с. ш. 123°14′37″ з. д.; ныне на территории штата Калифорния, США). После продажи Форт-Росса с 1841 по 1867 год крайняя восточная точка находилась на границе между Русской Аляской и Британской Северной Америкой. До 1917 года крайняя западная точка Российской империи находилась в Царстве Польском, к западу от города Пыздры (52°09′43″ с. ш. 17°38′36″ в. д.). Самой высокой точкой Российской империи в 1799-1867 годах была Большая гора в Кордильерах (6190 м; 63°04′10″ с. ш. 151°00′26″ з. д.; ныне гора Мак-Кинли, США), которая после продажи Аляски утратила этот статус.

## Крайние точки

### Включая острова иэксклавы
- Северная точка — окрестности мыса Флигели, Земля Франца-Иосифа, Архангельская область[9] (81°50′35″ с. ш. 59°14′22″ в. д.HGЯO).
- Южная точка — не именованная на картах точка с высотой свыше 3500 м расположена в 2,2 км к востоку от горы Рагдан и к юго-западу от гор Несен (3,7 км) и Базардюзю (7,3 км)[10], Дагестан[11] (41°11′07″ с. ш. 47°46′55″ в. д.HGЯO).

- Западная точка — погранзастава Нормельн[12], Балтийская коса, Калининградская область[13] (54°27′30″ с. ш. 19°38′20″ в. д.HGЯO).

- Восточная точка — остров Ратманова, Чукотский автономный округ[14] (65°48′07″ с. ш. 168°59′49″ з. д.HGЯO).

### Основная континентальная территория
- Северная точка — мыс Челюскин[15], Красноярский край (77°43′24″ с. ш. 104°15′18″ в. д.HGЯO).
- Южная точка — не именованная на картах точка с высотой свыше 3500 м расположена в 2,2 км к востоку от горы Рагдан и к юго-западу от гор Несен (3,7 км) и Базардюзю (7,3 км)[10], Дагестан (41°11′07″ с. ш. 47°46′55″ в. д.HGЯO).
- Западная точка — левый берег безымянного ручья, левого притока реки Педедзе, Псковская область (57°34′48″ с. ш. 27°19′03″ в. д.HGЯO).
- Восточная точка — мыс Дежнёва, Чукотский автономный округ (66°04′45″ с. ш. 169°39′07″ з. д.HGЯO).

### Города
- Северный — Певек, Чукотский автономный округ (69°42′ с. ш. 170°19′ в. д.HGЯO).
- Южный — Дербент, Дагестан (42°04′11″ с. ш. 48°17′42″ в. д.HGЯO).
- Западный — Балтийск, Калининградская область (54°39′ с. ш. 19°55′ в. д.HGЯO).
- Восточный — Анадырь, Чукотский автономный округ (64°44′ с. ш. 177°31′ в. д.HGЯO).

### Постоянные поселения
- Северное — Диксон, Красноярский край (73°30′30″ с. ш. 80°31′28″ в. д.HGЯO).
- Южное — Куруш[10], Дагестан (41°16′51″ с. ш. 47°49′48″ в. д.HGЯO).
- Западное — Балтийск, Калининградская область (54°39′ с. ш. 19°55′ в. д.HGЯO).
- Восточное — Уэлен, Чукотский автономный округ (66°09′36″ с. ш. 169°48′59″ з. д.HGЯO).

## Крайние высоты
- Низшая точка — уровень Каспийского моря (-28 м).
- Высочайшая точка — гора Эльбрус (5642 м; 43°20′45″ с. ш. 42°26′55″ в. д.HGЯO).